# Croton meeusei
Espèce
Classification APG II (2003)
Croton meeusei est une espèce de plantes à fleurs du genre Croton et de la famille Euphorbiaceae présente à Madagascar.